# Фабер, Эугениуш
Эугениуш Фабер (пол. Eugeniusz Faber, 6 апреля 1939 года, Хожув, Польша — 24 сентября 2021 года, Льевен, Франция) — польский футболист, играл на позиции нападающего.

## Биография

### Клубная карьера
Уроженец Хожува, Фабер сначала работал шахтёром с 1954 года, а затем присоединился к футбольному клубу горнодобывающей компании «Президент». Его выступления побудили Рух Хожув проявить к нему интерес и нанять его в 1959 году. Играя на самом высоком уровне польского футбола, он выиграл национальный титул со своим клубом в 1960 году и снова в 1968 году. В 1971 году в клуб пришёл новый тренер Михал Вичан. Тренер решил освободить места для молодых игроков в основном составе и уволил ряд ветеранов, в том числе и Фабера. В Рухе Фабер носил прозвище Ojga.
После увольнения Фабера из Руха, с ним связался скаут Анри Траннен, и предложил футболисту играть за клуб второго французского дивизиона ФК Ланс. Ланс заметил футболиста ещё во время товарищеского матча 1961 года. В клубе было много игроков польского происхождения, благодаря многочисленным польским шахтёрам на местных шахтах. Живя в окружении практически польскоязычного населения, Фабер несколько лет не мог выучить французский язык и пользовался в качестве переводчика помощью тренера Арнольда Совински. Во французском клубе Фаберу дали прозвище Géniek.
В первый-же свой сезон в Лансе Фабер (совместно с другим польским футболистом Ришардом Гжегорчиком) привёл Ланс до полуфинала Кубка Франции. В 1973 году Ланс сумел стать чемпионом второго дивизиона и выйти в Лигу I. Фабер стал лучшим бомбардиром дивизиона, забив 21 гол. В сезоне 1974/75 Ланс, впервые с 1948 года, вышел в финал Кубка Франции, одолев в полуфинале «Пари Сен-Жермен» 3:2 (два гола на счету Фабера, ещё один забил Казимеж Зурашек). В финале Ланс уступил «Сент-Этьену» 0:2.
Его последний гол за «Ланс» в первом дивизионе против «Сент-Этьена» 29 мая 1975 года позволил Эугениушу Фаберу стать самым возрастным игроком «Ланса», забившим на этом уровне. Этот рекорд держался до марта 2021 года, когда его побил Янник Каузак.

### Карьера в сборной
Фабер присоединился к национальной сборной в 1959 году. Его первый матч состоялся 8 ноября 1959 года против Финляндии в рамках квалификации к Олимпийским играм 1960 года в Риме. Матч выиграла Польша 6-2. Был в составе сборной на Олимпийских играх, но не сыграл ни одного матча. Последний матч за сборную состоялся 7 сентября 1969 года против Нидерландов, где поляки победили со счетом 2-1. Сыграл за Польшу 36 игр и забил 11 голов.

### После Ланса
В конце своей карьеры Фабер вернулся в Польшу и тренировал команды третьего дивизиона. В декабре 1981 года поехал в гости во Францию. Во время этой поездки в Польше было введено военное положение, и Фабер решил остаться во Франции. Поселился в Лёвене. Тренировал местный любительский клуб Льевен Атлетик в период с 1982 по 1997 год, вышел на пенсию в 2004 году.
В 2015 году в честь Фабера был назван один из входов на стадион Льевена. Умер 24 сентября 2021 года.